# Apollo 16
Apollo 16 var den 16–27 april 1972 den tionde bemannade rymdfärden inom Apolloprogrammet och den femte landningen på månen.
Besättning:
- John W. Young, befälhavare

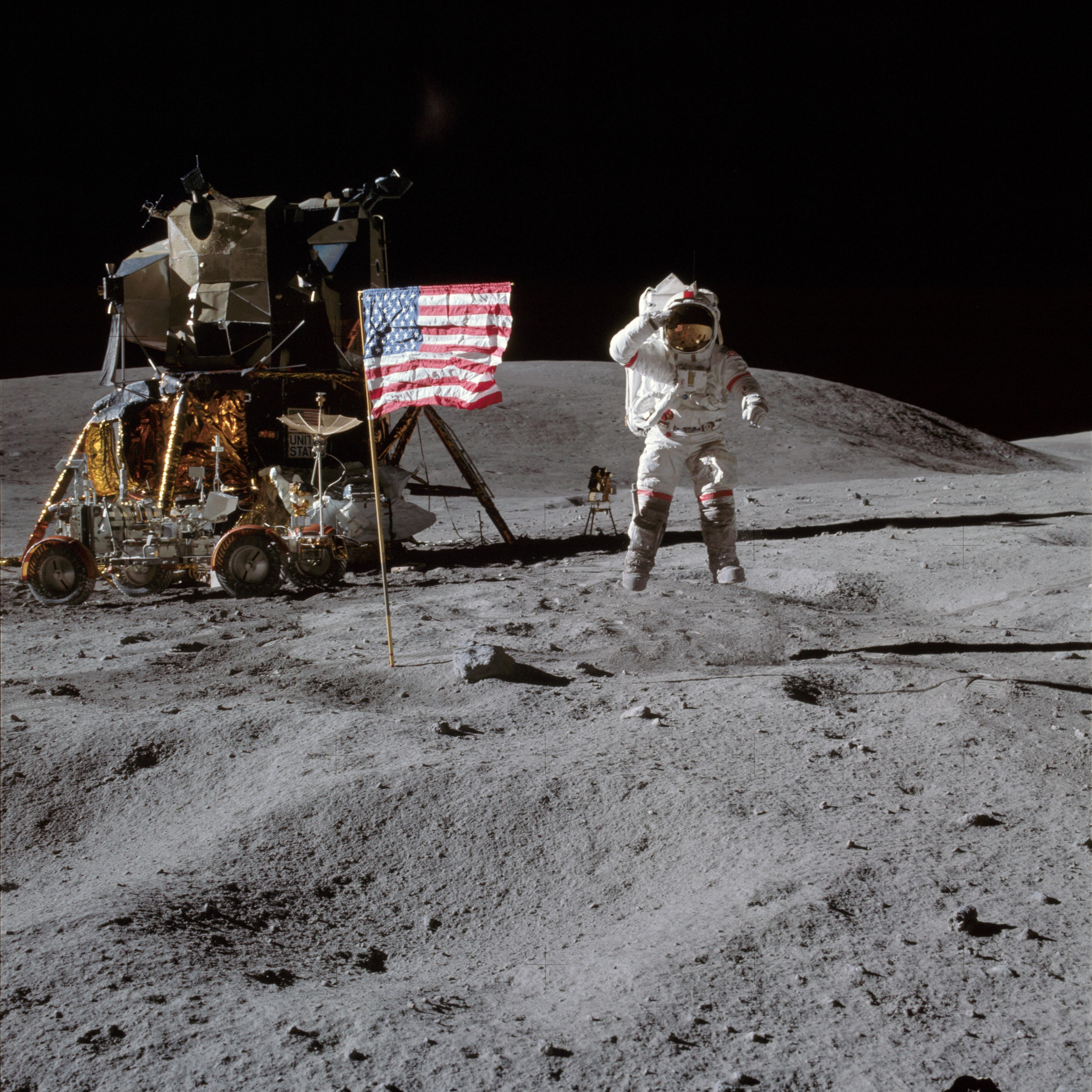
John Young på månen

- Thomas K. Mattingly, pilot för kommandomodulen
- Charles M. Duke, pilot för månlandaren

## Väckningar
Under Geminiprogrammet började NASA spela musik för besättningar och sedan Apollo 15 hade man varje "morgon" väckt besättningen med ett särskilt musikstycke, utvalt antingen för en enskild astronaut eller för de förhållanden som rådde.